# 田中智
田中 智（たなか さとし、1986年4月4日 - ）は、日本の男性ファッションモデル。
福島県喜多方市出身。NEW FROM THE ORIGINAL所属。
「SATOSHI」、「CHI」といった名前でも活動をしている。
特技はスノーボード、サッカー。趣味は日本酒。

## プロフィール
- 福島県喜多方市出身。福島県立喜多方高等学校を経て中央大学に進学[1] 。

## 来歴
- 2006年、渋谷で開催されたファッションショーに出演したことをきっかけにモデルとして活動。
- 大学在学中に株・為替投資を始め、個人投資家としても紹介されている。

## 主な出演

### 雑誌
- MEN'S NON-NO
- FINEBOYS
- COOL TRANS
- 流行通信
- Smart HEAD
- safari

### ショー
- LAD MUSICIAN
- JC cpllection
- MARTIN MARGIELA
- TRANS CONTINENTS
- マーク・ジェイコブス

### 広告
- URBAN RESEARCH
- Libera FANTASISTA
- Rapty
- AOKI
- ベネトン
- PUBLIC IMAGE